# Nosophora margarita
Nosophora margarita is een vlinder uit de familie van de grasmotten (Crambidae). De wetenschappelijke naam van de soort is voor het eerst gepubliceerd in 1887 door Arthur Gardiner Butler.
Deze soort komt voor op de Solomonseilanden.